# Scleropauropus portior
Scleropauropus portior är en mångfotingart som beskrevs av Paul Auguste Remy 1935. Scleropauropus portior ingår i släktet hårdfåfotingar, och familjen fåfotingar. Inga underarter finns listade i Catalogue of Life.